# Spoorlijn Vierzon - Saincaize
De spoorlijn Vierzon - Saincaize is een Franse spoorlijn van Vierzon naar Saincaize-Meauce. De lijn is 87,2 km lang en heeft als lijnnummer 690 000.

## Geschiedenis
Tussen Vierzon-Forges en Saincaize-Ouest werd de lijn in gedeeltes geopend door de Compagnie du chemin de fer du Centre, van Vierzon-Forges naar Bourges op 20 juli 1847, van Bourges naar Nérondes op 20 mei 1849 en van Nérondes naar Saincaize-Ouest op 5 oktober 1850. 
Na het overgaan van de concessie naar de Compagnie du chemin de fer de Paris à Orléans werd het gedeelte tussen Saincaize-Ouest en Saincaize-Sud geopend op 15 mei 1853.

## Treindiensten
De SNCF verzorgt het personenvervoer op dit traject met IC en TER treinen.
| Serie   | Treinsoort | Route | Bijzonderheden         |
| ------- | ---------- | --- | ---------------------- |
| IC 4400 | IC (SNCF)  | Lyon-Perrache – Lyon-Part-Dieu – Roanne – Saint-Germain-des-Fossés – Moulins-sur-Allier – Nevers – Bourges – Vierzon – Saint-Pierre-des-Corps – Saumur – Angers-Saint-Laud – Nantes |                        |
| K 5+    | TER (SNCF) | Paris-Austerlitz – Les Aubrais – Salbris – Vierzon – Bourges – Nevers |                        |
| P 2     | TER (SNCF) | Lyon-Perrache – Lyon-Part-Dieu – Lozanne – Paray-le-Monial – Moulins-sur-Allier – Nevers – Bourges – Vierzon – Bléré - la Croix – Saint-Pierre-des-Corps – Tours                    | Rijdt eenmaal per dag. |
| P 7     | TER (SNCF) | Nevers – Bourges – Vierzon – Saint-Pierre-des-Corps – Tours |                        |
| P 14    | TER (SNCF) | Orléans – Bourges – Nevers |                        |
| P 32    | TER (SNCF) | Bourges – Montluçon-Ville |                        |

## Aansluitingen
In de volgende plaatsen is of was er een aansluiting op de volgende spoorlijnen:
Vierzon-Forges
RFN 590 606, stamlijn Vierzon-Forges
RFN 590 000, spoorlijn tussen Les Aubrais-Orléans en Montauban-Ville-Bourbon
aansluiting Marmagne
RFN 695 000, spoorlijn tussen Bourges en Miécaze
Bourges
RFN 682 000, spoorlijn tussen Auxy - Juranville en Bourges
RFN 690 306, raccordement tussen Bourges en Poste C de Pont-Vert
Saint-Germain-du-Puy
RFN 689 000, spoorlijn tussen Saint-Germain-du-Puy en Cosne-Cours-sur-Loire
La Guerche-sur-l'Aubois
RFN 681 000, spoorlijn tussen La Guerche-sur-l'Aubois en Marseille-lès-Aubigny
Saincaize
RFN 750 000, spoorlijn tussen Moret - Veneux-les-Sablons en Lyon-Perrache
RFN 750 306, raccordement militaire van Saincaize

## Elektrische tractie
De lijn werd in gedeeltes geëlektrificeerd, tussen Vierzon en Bourges in 1997 met een gelijkspanning van 1500 volt en tussen Bourges en Saincaize in 2011 met een spanning van 25.000 volt 50 Hz.